# 갈곡초등학교
갈곡초등학교는 대한민국 경기도 용인시 기흥구 구갈동에 있는 공립 초등학교이다.

## 학교 연혁
- 2004.01.05 갈곡초등학교 설립 인가
- 2004.05.12 초대 이종철 교장 부임
- 2004.09.01 갈곡초등학교 개교(11학급 편성)
- 2005.02.18 제1회 졸업식(졸업생 74명)
- 2005.03.08 갈곡초등학교 병설유치원 개원
- 2006.02.10 제2회 졸업식(졸업생 173명)
- 2006.09.01 제2대 이현자 교장선생님 부임
- 2007.02.14 제3회 졸업식(졸업생 193명)
- 2007.11.30 갈곡도서관 개관
- 2008.02.19 제4회 졸업식(졸업생 226명)
- 2009.02.17 제5회 졸업식(졸업생 204명)
- 2009.09.01 제3대 김용운 교장선생님 부임
- 2010.02.11 제6회 졸업식(졸업생 236명)
- 2011.02.17 제7회 졸업식(졸업생 223명)
- 2012.02.17 제8회 졸업식(졸업생 244명)
- 2013.02.19 제9회 졸업식(졸업생 239명)
- 2013.09.01 제4대 김용언 교장선생님 부임
- 2014.02.19 제10회 졸업식(졸업생 196명)
- 2014.03.01 40학급 편성(일반38학급, 특수2학급, 유치원1학급)
- 2015.02.13 제11회 졸업식(졸업생 177명)
- 2015.03.02 36학급 편성(일반36학급,특수2학급,유치원1학급)